# 245 Vera
245 Vera (mednarodno ime je tudi 245 Vera) je asteroid S v glavnem asteroidnem pasu. 

## Odkritje
Asteroid je odkril angleški astronom Norman Robert Pogson (1829 – 1891) 6. februarja 1885 v Madrasu (Indija) . 

## Lastnosti
Asteroid Vera obkroži Sonce v 5,44 letih. Njegova tirnica ima izsrednost 0,2, nagnjena pa je za 5,176° proti ekliptiki. Njegov premer je 79,50 km, okoli svoje osi se zavrti v  14,38 h .